# جولييان ألفاريز
جولييان ألفاريز (بالإسبانية: Julián Álvarez)‏ هو محامي وسياسي أرجنتيني وأوروغواني، ولد في 9 يناير 1788 في بوينس آيرس في الأرجنتين، وتوفي في 25 نوفمبر 1843 في مونتفيدو في الأوروغواي. حزبياً، نشط في حزب كولورادو (الأوروغواي).